# Английская лапта
Английская лапта́ (англ. rounders) — версия народной игры с мячом XVI века. В то время эта игра была популярным времяпрепровождением. До сих пор в неё играют дети в Ирландии. К XIX веку игра, попав в США и видоизменившись, стала называться townball, иначе — городской мяч. Игра напоминает лапту и бейсбол. Раундерс тесно связана с британским бейсболом, в который до сих пор играют в некоторых районах Великобритании.

## Цель игры
Каждый раз, когда защитник совершает успешный набег и возвращается в «замок» со своей добычей, он добавляет очки своей команде. Команда с большим количеством очков побеждает. Игра завершается, когда каждая команда побывала в нападении одинаковое кол-во раз. «Внутри» — по-английски — «in», отсюда и происходит слово иннинг (inning), обозначающее период игры в бейсболе, после которого защита меняет нападение. Иннингов в бейсболе 9. Нет ограничений для числа иннингов — лишь темнота или изнеможение.

## Правила
- Неограниченное количество попыток отбить мяч. Бьющий пытается до тех пор, пока мяч не коснётся палки.
- Подающий должен подавать мяч туда, куда хочет бьющий. Бьющий, если не доволен подающим, может попросить другого человека подать ему мяч.
- Любой удар — беги! Как бы ни был и чем бы ни был отбит мяч, бегуны в «убежищах» и бьющий начинают перемещаться.
- Бежать надо по часовой стрелке. После того как бьющий ударил мяч, он должен обежать вокруг все «убежища», причём касаться их не обязательно.
- Бьющий выходит из игры, если его мяч пойман слёту или после одного отскока.
- Бегущий выходит из игры, если он осален брошенным мячом, но в убежище он осален быть не может.
- Убежища работают только однажды. По второму разу спрятаться в одном и том же убежище игрок не может.
- Незащищенная база уязвима. Если нет защитников в «замке», например, последний защитник стал бегущим, то атакующая команда может захватить «замок», дотронувшись до его «камня».
- Если защитник выйдет из базы , то он вне игры.
- Команды меняются местами, если замок захвачен атакующими или вся команда защитников находится вне игры.
- Игрок атаки не может мешать бегуну бежать, он только может кинуть в него мяч, чтобы осалить.